# Người Maya
Người Maya (/ˈmaɪə/) là một nhóm dân tộc ngôn học (tiếng Anh: ethnolinguistic group) và thuộc nhóm các dân tộc bản địa châu Mỹ của Trung Bộ châu Mỹ. Văn minh Maya cổ đại được hình thành bởi nhiều dân tộc thành viên của nhóm này và người Maya ngày nay nói chung chính là hậu duệ của những người tạo dựng nên nền văn minh lịch sử đó. "Maya" là một thuật ngữ hiện đại chỉ chung các dân tộc trong khu vực và không được xưng danh bởi chính các dân cư bản địa. Người Maya chưa từng có ý thức chung về bản sắc và chưa bao giờ thống nhất được về mặt chính trị. Mỗi dân tộc Maya đều có truyền thống, văn hóa và bản sắc lịch sử cụ thể của riêng từng nhóm.
Thống kê dân số ước tính rằng có 7 triệu người Maya sinh sống ở các vùng hiện nay vào đầu thế kỷ 21. Các quốc gia như Guatemala, miền nam Mexico và bán đảo Yucatán, Belize, El Salvador và miền tây Honduras đã và đang duy trì nhiều tàn tích và bảo vệ di sản văn hóa cổ đại của họ. Một số dân tộc Maya hiện đã đồng hóa hoàn toàn vào các nền văn hóa mestizo Tây Ban Nha hóa ở các quốc gia nơi họ cư trú, trong khi nhiều cộng đồng vẫn tiếp tục bám trụ với lối sống truyền thống bao đời nay. Tất cả các dân tộc Maya nói một trong các thứ tiếng thuộc ngữ hệ Maya.
Phần lớn dân số Maya hiện đại sinh sống ở Guatemala, Belize, và phần phía tây của Honduras và El Salvador, cũng như đại bộ phận dân cư trong phạm vi tiểu bang México của Yucatán, Campeche, Quintana Roo, Tabasco và Chiapas.